# Ancuyá
Ancuyá est une municipalité située dans le département de Nariño en Colombie.